# الدوري الألماني لكرة السلة للسيدات
الدوري الألماني لكرة السلة للسيدات كرة سلة للسيدات في ألمانيا تأسس في سنة 1946 يلعب فيه 18 فريقا. كان فريق 1883 ميونخ هو بطل النسخة الأولى منه.